# Never Say Die (песня)
Never Say Die (рус. Никогда не отчаивайся) — заглавный трек с альбома 1978 года Never Say Die! группы Black Sabbath. На стороне Б записана песня «She’s Gone» с альбома 1976 года Technical Ecstasy.
Участники группы совместно выбрали титульную фразу, которая подвела итог предыдущим десяти годам их жизни.
Группа также исполнила песню на шоу Top of the Pops в 1978 году.
Кавер-версия песни была записана группой Megadeth на альбоме Nativity in Black II, состоящем из кавер-версий песен Black Sabbath. Кавер-версию песни записала группа Overkill на альбоме Coverkill.
Оззи Осборн исполнил «Never Say Die!» в своём концертном альбоме Speak of the Devil.